# Ptilodus
Ptilodus és un gènere extint de mamífers de l'ordre Multituberculata, que visqueren durant en el període Paleocè de Nord-amèrica. Era relativament gros, mesurava de 30 a 50 cm de longitud; el seu aspecte devia ser similar al d'un esquirol.